# Tetramerium
Tetramerium, biljni rod iz porodice primogovki smješten u podtribus Tetrameriinae, dio tribusa Justicieae, potporodica Acanthoideae. Sastoji se od 29 vrsta rasprostranjenih od juga SAD–a na jug do Perua i Bolivije; uglavnom Meksiko Tipična je Tetramerium polystachyum Nees , sinonim za Tetramerium nervosum.

## Etimologija
Latinsko ime roda Tetramerium dolazi od tetras– četiri i meris– dio, što znači četiri dijela. 

## Opis
Vrste Tetrameriuma poznate su po uočljivim četverokutnim klasovima, jednom paru brakteola koje prate svaki cvijet, dva prašnika s prašnicima sa dvije teke i bez bazalnih dodataka, trostrukom peludu sa šest pseudocolpi, kapsulama i četiri ili manje golih sjemenki. Cistoliti su prisutni na vegetativnim površinama njihovih stabljika, peteljki, listova i brakteja; izduženi su, ravni do blago zakrivljeni i zaobljeni ili stožasti na vrhovima, ponekad gotovo okruglasti i duljine od 0,05 do 0,30 mm. (Danijel 1986). 

## Vrste
1. Tetramerium abditum (Brandegee) T.F.Daniel
2. Tetramerium butterwickianum T.F.Daniel
3. Tetramerium carranzae T.F.Daniel
4. Tetramerium crenatum T.F.Daniel
5. Tetramerium denudatum T.F.Daniel
6. Tetramerium diffusum Rose
7. Tetramerium emilyanum T.F.Daniel
8. Tetramerium fruticosum Brandegee
9. Tetramerium glandulosum Oerst.
10. Tetramerium glutinosum Lindau ex Loes.
11. Tetramerium guerrerense T.F.Daniel
12. Tetramerium langlassei Hopp
13. Tetramerium mcvaughii T.F.Daniel
14. Tetramerium nemorum Brandegee
15. Tetramerium nervosum Nees
16. Tetramerium oaxacanum T.F.Daniel
17. Tetramerium obovatum T.F.Daniel
18. Tetramerium ochoterenae (Miranda) T.F.Daniel
19. Tetramerium peruvianum (Lindau) T.F.Daniel
20. Tetramerium rubrum Hopp
21. Tetramerium rzedowskii T.F.Daniel
22. Tetramerium sagasteguianum T.F.Daniel
23. Tetramerium surcubambense T.F.Daniel
24. Tetramerium tenuissimum Rose
25. Tetramerium tetramerioides (Lindau) T.F.Daniel
26. Tetramerium vargasiae T.F.Daniel & Cruz Durán
27. Tetramerium wasshausenii T.F.Daniel
28. Tetramerium yaquianum T.F.Daniel
29. Tetramerium zeta T.F.Daniel

## Sinonimi
- Averia Leonard; J. Washington Acad. Sci. 30: 501 (1940)